# Moraea saxicola
Moraea saxicola är en irisväxtart som beskrevs av Peter Goldblatt. Moraea saxicola ingår i släktet Moraea och familjen irisväxter. Inga underarter finns listade i Catalogue of Life.